# Ice Age (Band)
Ice Age ist eine schwedische Thrash-Metal-Band aus Göteborg, die 1985 unter dem Namen Rock Solid gegründet wurde, sich 1990 auflöste und seit 2014 wieder aktiv ist. Sie ist eine der wenige Metal-Bands, die einen Großteil ihrer Karriere eine komplett weibliche Besetzung hatte.

## Geschichte
Die Band wurde im Januar 1985 gegründet, nachdem sich Sabrina Kihlstrand (Gesang, E-Gitarre) und Pia Nyström (E-Gitarre) in einem Musikladen kennengelernt hatten. Ergänzt wurde die Besetzung durch Sabrinas Schwester Helena am Bass und die Schlagzeugerin Tina Strömberg. Die Gruppe nannte sich anfangs noch Rock Solid und veröffentlichte als erstes ein selbstbetiteltes Demo. Anschließend änderte die Band ihren Namen in Ice Age um. Nach Erscheinen des Demos verließ Helena Kihlstrand die Besetzung und wurde im Oktober 1986 durch Viktoria „Vicky“ Larsson ersetzt. Als Nächstes erschien im Mai 1987 das Demo General Alert, dem sich im folgenden Jahr ein weiteres, unbetiteltes anschloss. Die Band spielte in verschiedenen Ländern und war auf verschiedenen Festivals, wie etwa dem Open Air Lamone in der Schweiz. Zudem war die Gruppe im Marquee Club in London zu sehen. 1989 folgte mit Instant Justice das nächste Demo, von dem sich rund 1.200 Kopien absetzten. Im Dezember desselben Jahres musste eine kleine Tour durch Großbritannien abgesagt werden, da sich Tina Strömberg zuvor bei einer Auseinandersetzung vor einem Göteborger Nachtclub den Kiefer gebrochen hatte. Durch das Demo wurde Kim Fowley auf die Gruppe aufmerksam und wurde deren Manager. Da er sich für das Empfinden der Mitglieder stärker auf das Aussehen konzentrierte als auf die Musik, wechselte man zu Dave Maile. Es schloss sich eine kurze Tournee mit Candlemass an. Danach hielt die Gruppe eine Tour durch Europa ab und war in den Magazinen Kerrang und Metal Hammer vertreten. Dabei trat Ice Age unter anderem zusammen mit Defender in den Niederlanden auf. Während dieser 1989er Tour verließ Sabrina Kihlstrand aufgrund von Problemen mit dem Management die Band. Als Ersatz stießen drei Monate später die Italienerin Isabella Fronzoni an der E-Gitarre und die US-Amerikanerin Debbie Gunn als Sängerin hinzu. Larsson verließ Ice Age ebenfalls, trat der Band jedoch schon kurze Zeit später wieder bei. Es wurde ein Musikvideo aufgenommen, das auf dem Headbangers Ball bei MTV zu sehen war. Es schloss sich eine weitere Tournee durch Europa an, die in Großbritannien begann und dann in den Niederlanden und in Dänemark fortgesetzt wurde. Durch bandinterne Probleme sowie weitere Managementprobleme hatten Ende 1989 zwei Drittel der Band die Besetzung verlassen. Die vorherige Besetzung hatte somit nur für sechs Monate Bestand. Nachdem die Schwedin Johanna Holmstedt kurzzeitig den Bass übernommen hatte, nahm die US-Amerikanerin Tammi Chiavarini im Januar 1990 diesen Posten ein. Fronzoni wurde durch Lisa Decovolo aus New Jersey ersetzt. Obwohl die Band bereits bei AVM Records unter Vertrag stand und die Gruppe bereits Liedmaterial für drei Alben geschrieben hatte, kam es nie zur Veröffentlichung eines Albums, sondern zur Auflösung der Band im Frühling 1990. Ein Grund hierfür war, dass die US-amerikanischen Mitglieder versucht hatten, den Sitz der Band nach New York zu verlegen. Der Manager versuchte daraufhin illegal einen Tonträger zu veröffentlichen, indem er die Unterschriften der Mitglieder auf dem Vertrag fälschete. Die Veröffentlichung konnte jedoch verhindert werden. 2009 unternahm er einen zweiten Versuch einen Tonträger namens A Thrash-Metal Fairy Story über das Label Nemesis International illegal in Umlauf zu bringen, was der Rechtsberater der Band größtenteils verhindern konnte. Nur wenige Kopien gerieten in Umlauf. Die meisten Songs wurden danach als kostenloser Download zur Verfügung gestellt. In der folgenden Zeit nach der Auflösung wurde die Band jedoch nicht komplett vergessen: So wurde das Konzert der „Big Four“ (Metallica, Slayer, Megadeth, Anthrax) im Ullevi Stadion in Göteborg, das national im schwedischen TV übertragen wurde, Ice Age gewidmet.
2014 fand sich die Band wieder zusammen, da sie das Angebot angenommen hatte, auf dem Gothenburg Sound Festival im Januar 2015 aufzutreten. Die Band bestand nun neben Sabrina Kihlstrand und Viktoria Larsson aus der Gitarristin Mio Jäger und dem Schlagzeuger André Holmqvist. Nyström war nicht in der Band, da sie kein Interesse an der Wiedervereinigung zeigte, während Strömberg zu weit entfernt von den anderen Mitglieder wohnte und nicht genügend Zeit aufbringen konnte, um zu proben. Die Mitglieder kannten Holmqvist, da er der Freund von Larsson ist, während Jäger aus der Band Frantic Amber entstammte. Im Mai desselben Jahres war Ice Age daraufhin auf dem Muskelrock Festival in Blädinge zu sehen. Hierauf lernte die Gruppe Linnea Landstedt kennen, die einer dort ebenfalls auftreten Band angehörte. Landstedt, die Fan von Ice Age war und die Songs bereits kannte, wurde schließlich Mitglied von Ice Age und ersetzte Mio Jäger. Für Anfang März 2017 ist die Veröffentlichung einer Single und eines Musikvideos geplant, ehe im April ein Album namens Breaking the Ice erscheinen soll. Der Tonträger soll zehn Lieder enthalten, wobei die Hälfte davon überarbeitete Versionen älterer Lieder sein sollen.

## Stil
Laut Janne Stark in The Heaviest Encyclopedia of Swedish Hard Rock and Heavy Metal Ever! ist die Rock Solid durch Iron Maiden, Rush und Queensrÿche beeinflusst worden. Als sich die Gruppe stärker Richtung melodischen Thrash Metal bewegt habe, sei die Umbenennung in Ice Age erfolgt. Joel McIver schrieb in seinem Buch Extreme Metal II, dass die Band technisch anspruchsvollen Thrash Metal spielt, wobei sie in den späten 1980er Jahren als die weiblichen Megadeth bezeichnet worden sei. thethrashmetalguide.com bezeichnete die Musik auch als melodischen Thrash Metal. Der Stil gleiche dem von anderen komplett mit Frauen besetzten Bands des Genres wie Meanstreak und Original Sin. Laut Stefan Glas vom Rock Hard spielt die Band eine Mischung aus Speed- und Thrash-Metal, wobei sie in den damals als die weiblichen Metallica gehandelt worden sei.

## Diskografie
als Rock Solid
- 1986: Rock Solid (Demo, Eigenveröffentlichung)

als Ice Age
- 1987: General Alert (Demo, Eigenveröffentlichung)
- 1988: Demo 88 (Demo, Eigenveröffentlichung)
- 1989: Instant Justice (Demo, Eigenveröffentlichung)